# Chevrières (Oise)
Chevrières è un comune francese di 1 791 abitanti situato nel dipartimento dell'Oise della regione dell'Alta Francia.

## Società

### Evoluzione demografica
Abitanti censiti